# Lust
Lust ist eine intensiv angenehme Weise des Erlebens. Sie kann sich auf unterschiedlichen Ebenen der Wahrnehmung zeigen: Vor allem als Bestandteil des sexuellen Erlebens; aber beispielsweise auch beim Essen und Trinken, Arbeiten oder bei sportlichen Aktivitäten.

## Bewusstsein und Lust
Die Anziehungsqualität der Lust zeigt sich darin, dass sie in direkter Erfahrung von jedermann gewollt wird – vgl. Wollust –, dabei aber nicht wahllos erreicht werden kann, sondern bestimmten Gesetzmäßigkeiten unterliegt, die u. a. von Freuds Theorie des Lustprinzips erörtert werden. Lust wird von gesunden Wesen nur partiell und dann auch nur unter der Voraussetzung abgelehnt, dass ihnen Gründe bewusst werden, die schwere Nachteile zur Folge hätten, würde nicht auf die Befriedigung des jeweils aktuellen Bedürfnisses verzichtet.

## Selbstevidenz der Lust und Unlust
Philosophisch gesehen ist Lust bei den meisten Denkern „in sich selbst wertvoll“. Daher spielt sie in den verschiedenen Trieb- und Bedürfnislehren (s. a. Motivation) eine bedeutende Rolle, einschließlich deren Theorien über den Vorgang der Bewertung von Erfahrungen und/oder nur Gedanken. Bereits in der antiken Philosophie wurde der Lust (und Vermeidung von Unlust) ein hoher Stellenwert beigemessen (siehe u. a. Platons Symposion und Epikurs Garten). Das Angenehmsein der Lust zeigt sich unmittelbar, anschaulich und emotionell nachvollziehbar auch ohne jegliches Verständnis ihrer Ziele. (Man isst nicht eigentlich zwecks Anhebung des Zuckerpegels, sondern aus Lust; nicht die Fortpflanzung ist ein Grundbedürfnis, sondern die in der Begattung empfundene Lust.) Lustgefühle sind im weiteren Sinne eine sich selbst generierende Erlebnisweise; die körperlichen sind grundverschieden von denen der ästhetischen Sinneswahrnehmung und denen der sich unmittelbar im Geiste entwickelnden Gedanken, Vorstellungen und logischen Empfindungen. Das Gefühl der körperlich erlebten Lust kann sich aber mit allen denkbaren Arten sowohl der Wahrnehmung als auch der rein gedanklichen Logik verbinden und zu deren „Gefühlseinfärbung“ führen. Fehlt die Fähigkeit zu diesen variablen Einfärbungen, die dem Erleben der Lust Gestalt geben, ist dies ein Anzeichen für die Erkrankung an Depression.
Dem Gegenteil von Lust – der Unlust – entsprechen dieselben Charakteristika in entgegengesetzter Erlebnisqualität: Unlust wird für sich selbst gesehen als negativ erfahren und daher gemieden. Darüber hinaus hat Unlust, wie alle von ihr bedingten negativen Gefühle (Schmerz, Trauer, Angst usw.), eine wichtige Funktion innerhalb der menschlichen Motivationen: Ihr sind stets Hinweise auf körperliche, seelische oder anderweitige Probleme immanent.

## Tiefenpsychologische Theorie von Freud
In der Psychologie ist „Lust“ = Libido die Bezeichnung für eine subjektiv angenehme Empfindung. In der Psychoanalyse Sigmund Freuds wird alle berechtigte Lust auf eine einzige Urkraft zurückgeführt, die Libido, die eine(n) universale(n), biologische(n) Energie/Trieb darstelle, deren Verwirklichung grundsätzlich Lust verschaffe und der für das instinktive, angeborene Streben nach Bedürfnisbefriedigung bei gleichzeitiger Meidung von Unlust immanent sei (siehe Lustprinzip). Die Bedürfnisse versuchte Freud, als Mediziner von der Biologie kommend, auf diesem und dem Wege der Traumdeutung allein in der Natur und ihren Gesetzen zu verankern und ihrer jeweiligen Funktion sowie Bestimmung nach zu unterscheiden. So stehe die lustvolle Neugierbefriedigung grundsätzlich im Dienste der Selbst- und Umwelterkenntnis und ihrer zwei Aspekte: Suche nach Lebensbedrohlichem zwecks dessen Meidung und Suche nach den Quellen der Befriedung jeglichen Grundbedürfnisses, wie u. a. des Dranges nach Energie/Ernährung und angenehmem Klima.
Eine große Rolle spielt in Sigmund Freuds Lehre die „Sexualität“, die nach seiner Interpretation der Darwinschen Evolutionstheorie im Dienste der weiblichen Vermehrung („Materie-Synthese“) und der durch männlichen Wettkampf umgesetzten Verwirklichung des natürlichen Zuchtwahlgesetzes steht, bei dem „positive“ und „negative Mutanten“ geschieden und nur erstere für die Vermehrung zugelassen werden, die mindermutierten Artgenossen verdrängend („Materie-Analyse“). Metapsychologisch ist entsprechend Freuds Theorie, die monistische Urtriebkraft der Libido beginne in dem Augenblick ihrer Materialisation, sich nach zwei scheinverschiedenen, weil in Wirklichkeit symbiotisch ergänzenden Aspekten zu unterscheiden, die er – seiner Vorliebe für die antiken Naturphilosophen Tribut zollend – nach zwei griechischen Gottheiten benannte:
- den Eros (als Anziehung von Gegensätzen: Synthese; Leben; Begehren; Schöpfung; Innen; Verbinden; 'Weiblich') und
- den Thanatos (als Abstoßung von Gleichen: Analyse; Tod; Ablehnung; Vernichtung; Außen; Trennen; 'Männlich'). (Vgl. auch "Die Ánima & Der Ánimus" in C.G. Jungs Archetypen-Lehre.)

Im universalharmonisch „fließenden“ Ringen dieser zwei komplementären Aspekte derselben Ur-Energie „Libido“ sah Freud – wie Heraklit und Epikur vor ihm – nichts Destruktives, vielmehr umgekehrt die konstruktive, daseinskämpferische Ursache jedes der wahrnehmbaren Symbole, den Vater aller Dinge, „Arten“ und der unserem Denken immanenten Gegensätze, so auch der Dualismen Weiblich-Männlich, Mutation-Auslese, Welle-Teilchen usw.
Ungeklärt bis zum Ende seines Lebens blieb die Herkunft des in der Tat destruktiven, sadomasochistischen Narzissmus. Trieb ist also eine irreführende Bezeichnung des Syndroms „Narzissmus“; hypothetisch sollte es weder dem naturwissenschaftlich verankerten Fachgebiet der biologisch-'körperlichen' Psychologie zugerechnet werden, noch der erkenntnistheoretisch-'geistigen' Metapsychologie als Naturwissenschaft, sondern die wissenschaftliche Beschreibung des Narzissmus gehört in die „Pathologie“-Abteilung von Freuds Lehre. Dieses Abteil befasst sich also nicht mit den psychisch vollintakten, einwandfrei naturverbundenen Lebewesen und den lebenswichtigen Funktionen ihres Erkenntnisapparates, sondern mit unserer an Narzissmus und vielerlei Ersatzbedürfnissen leidenden patriarchalischen Gesellschaft – den Neurosen und allen denkbaren Entartungen. Diesen Sachverhalt vermochte Freud beim damaligen Stand der Wissenschaft nicht zu klären. Jedoch stellt auch eines seiner gesellschaftskritischsten Werke, Das Unbehagen in der Kultur, einen Aspekt des Phänomens „Lust“ dar, und zwar einen unmissverständlich negativen.